# 小行星4609
小行星4609（英語：4609 Pizarro）是一颗围绕太阳公转的小行星。1988年2月13日，艾瑞克·怀特·埃尔斯特在拉西拉天文台发现了此天体。
这颗小行星的绝对星等为116.14690等。